# Willem Noske
Willem Henri Noske (Den Haag, 28 mei 1918 - aldaar, 13 december 1995) was een Nederlands violist en muziekhistoricus.
Willem Noske was een zoon van Abraham Anthony Noske, uitgever van Nederlandse muziek (Muziekuitgeverij A.A. Noske) en pianiste Leny Friedländer. Broer Frits Noske was musicoloog.
Hij stond tijdens zijn jeugd al bekend als wonderkind. Hij was leerling van Oskar Back en Carl Flesch. Hij maakte carrière als soloviolist en maakte tournees in Europa, de Verenigde Staten, Indonesië en Australië. Later werd hij concertmeester van achtereenvolgens het Nederlands Kamerorkest, het Overijssels Philharmonisch Orkest, het Rotterdams Philharmonisch Orkest en het Residentie Orkest. Ook leidde hij een aantal kamermuziekensembles.
Hij hield zich bezig met barok- en vroeg-klassieke muziek en was ook specialist op het terrein van de Nederlandse muziek van de 16e tot en met de 19e eeuw. Hij stond bekend om zijn enthousiasme, inzet en toewijding en zijn geloof in de kracht van de muziek. Noske was een van de eersten die zich inzetten voor het onderzoek naar en de uitvoeringspraktijk van oude muziek. In 1948 richtte hij de Vereniging voor Oude Nederlandse Muziek (VONEM) op met Dirk Balfoort, de conservator van de muziekafdeling van het Gemeentemuseum in Den Haag. Noske was ook de grondlegger van de latere stichting Musica Neerlandica, een belangrijke verzameling documenten betreffende de Nederlandse muziek. Deze verzameling is nu eigendom van het Nederlands Muziek Instituut.
Noske werd voor zijn verdiensten voor de Nederlandse muziek de Zilveren Anjer toegekend in 1988. Hij liet een uitgebreide verzameling vioolmuziek na, waaronder stukken van Willem de Fesch..
Hans Roskam stelde twee cd-dubbelalbums samen: In Herinnering Willem Noske (2004) en Mozart - Willem Noske - Den Haag (2006). Ook schreef hij een biografie van Willem Noske.